# Wasp (Marvel)
Wasp is een fictieve superheldin uit de strips van Marvel Comics. Ze was lang tijd lid van de Avengers. Ze werd bedacht door Stan Lee en Jack Kirby, en verscheen voor het eerst in Tales to Astonish #44 (juni 1963). Ze is waarschijnlijk het meest bekend om het feit dat ze om de drie strips waarin ze meedoet haar kostuum verandert.
De Nederlandse stemactrice van de Wasp was voorheen Daphne Groot, tegenwoordig is dit Marlies Somers.

## Biografie
Janet van Dyne was de dochter van de rijke wetenschapper Vernon van Dyne, en erfgename van zijn fortuin. Gedurende een experiment werd Dr. van Dyne gedood door een buitenaards monster. Haar vaders collega, Dr. Henry Pym, had een substantie gecreëerd die hij "Pym deeltjes" noemde, en waarmee je iemand kon vergroten of verkleinen. Hij gebruikte dit zelf om de held Ant-Man te worden. Toen Janets vader omkwam, overtuigde ze Henry om haar te helpen. Henry gaf haar een dosis Pym deeltjes, en voerde nog een extra procedure uit. Hierdoor kreeg ze niet alleen de gave om te krimpen, maar kreeg ze in haar gekrompen vorm vleugels en de gave om energie af te schieten. Ze noemde zichzelf de Wasp (wesp) en versloeg samen met Ant-Man het monster dat haar vader had vermoord.
Kort hierna werd het superheldenteam gevormd dat Janet de naam Avengers gaf. Hoewel zij en Henry af en toe het team verlieten, waren beide zeer lang lid. Tijdens haar verblijf bij de Avengers werd Janet steeds beter in haar werk als superheld, en uiteindelijk werd ze zelfs leider van het team.
Janet en Henry kregen een relatie, maar vanwege zijn drukke werk vroeg Henry haar nooit ten huwelijk. Op een dag brak een nieuwe misdaadbestrijder genaamd Yellowjacket in bij de Avengers en beweerde zich van Henry Pym te hebben ontdaan en Wasp te hebben ontvoerd. Tot woede van de Avengers trouwde Wasp met Yellowjacket. De bruiloft werd verstoord door een aanval van het Circus of Crime, en bij dit gevecht bleek dat Yellowjacket in werkelijkheid Henry Pym was. Door een ongeluk met chemicaliën had hij een grote vorm van schizofrenie ontwikkeld. Wasp wist hiervan, en maakte hier handig gebruik van. Door Henry's mentale problemen liep de relatie uiteindelijk stuk.
Recentelijk, gedurende de "Avengers Disassembled" verhaallijn, raakte Wasp in een coma. Toen ze bijkwam gaven zij en Henry hun positie bij de Avengers op en besloten een nieuw leven te beginnen in Oxford.

## Ultimate Wasp
In het Ultimate Marvel universum is Janet Pym van Aziatische afkomst. Bovendien is ze een mutant. Haar mutatie hield ze verborgen voor anderen, maar Henry Pym en S.H.I.E.L.D. wisten er wel van. Haar mutantenkrachten houden in dat ze haar formaat kan veranderen, vleugels kan laten groeien en een wespachtige steek kan genereren via haar handen. Dat laatste kon ze eerst alleen in haar kleine vorm, maar sinds kort ook op haar normale formaat. Ze had een tijdje een relatie met Henry, maar vanwege zijn brute gedrag liep dit stuk. Ze kreeg een relatie met Captain America
Op een gegeven moment gaf Henry haar een dosis Giant-Man Serum, waardoor ze ook kon groeien tot enorm formaat.

## Krachten en vaardigheden
Wasp kan tot zeer klein formaat krimpen. In deze vorm heeft ze wespachtige vleugels, waardoor ze ook kan vliegen. Ze is in staat haar bio-energie te bundelen en af te vuren, de 'wespensteek'. Ze kon voorheen ook insecten beïnvloeden. Wasp heeft een neusje voor mode, en is ook ontwerpster. Ze zorgt geregeld voor stijlvolle kleding van de Avengers. Verder is ze erfgename van het Van Dyne-imperium, wat haar tot een van de rijkste vrouwen ter wereld maakt. Hierdoor kan ze goed netwerken. Ze is verder slim, een geboren leidster en een geducht vechtster. Ze is echter ook een van de meest vrouwelijke personages in de Marvel Comics.

## Wasp in andere media

### Marvel Cinematic Universe
Sinds 2015 verschijnt Janet van Dyne in het Marvel Cinematic Universe, waarin ze gespeeld wordt door Michelle Pfeiffer. Een jongere versie wordt gespeeld door Hayley Lovitt. In de MCU-films was Janet van Dyne de Wasp, waarna ze vast zat in de Quantum Realm. De rol van Wasp in het MCU wordt ingevuld door Hope van Dyne, de dochter van Janet van Dyne en Hank Pym.
Janet van Dyne verschijnt onder andere in volgende films: 
- Ant-Man (2015)
- Ant-Man and the Wasp (2018)
- Avengers: Endgame (2019)
- Ant-Man and the Wasp: Quantumania (2023)

### Televisieseries
- Wasp was een vast personage in de animatieserie The Avengers: United They Stand waarin haar stem werd gedaan door Linda Ballantyne.
- Wasp speelt een rol in de animatieserie The Avengers: Earth's Mightiest Heroes.